# Gurbediu
Gurbediu – wieś w Rumunii, w okręgu Bihor, w gminie Tinca. W 2011 roku liczyła 1234 mieszkańców.